# Jon Sieben
Jon Sieben (n. 24 august 1966, Brisbane, Queensland, Australia) este un înotător australian, medaliat olimpic. A participat la 3 ediții ale Jocurilor Olimpice (1984, 1988, 1992) în care a câștigat două medalii de aur.